# Duels (France 5)
Pour l’article homonyme, voir Duels.
Duels est un magazine présenté par Annick Cojean et diffusé à 21h30 le jeudi sur la chaîne France 5 depuis le 23 janvier 2014 entre janvier et mai.

## Liste des émissions

### 2014 (18 épisodes)
1. 23 janvier 2014 : Karpov - Kasparov, deux rois pour une couronne
2. 30 janvier 2014 : Blum - Pétain, duel sous l'Occupation
3. 6 février 2014 : Chanel - Schiaparelli, Le Noir et le Rose
4. 13 février 2014 : Sergueï Korolev - Wernher von Braun, duel sous la Lune
5. 20 février 2014 : Anquetil le vainqueur - Poulidor le héros
6. 27 février 2014 : Pinault - Arnault, les frères ennemis du luxe
7. 6 mars 2014 : Mandela - De Klerk, ennemis pour la paix
8. 13 mars 2014 : Kouchner - Brauman, duel sans frontières
9. 20 mars 2014 : Alain Delon - Jean-Paul Belmondo, le félin et le magnifique
10. 27 mars 2014 : Proglio - Mestrallet, duel au sommet du capitalisme
11. 3 avril 2014 : Mitterrand - Rocard, la haine et le mépris
12. 10 avril 2014 : Dassler contre Dassler, Adidas contre Puma
13. 17 avril 2014 : Tabarly - Colas, vents contraires par Grégory Magne[2]
14. 24 avril 2014 : Beuve-Méry - de Gaulle, Le Monde contre le président
15. 1er mai 2014 : Matisse-Picasso, la couleur et le dessin
16. 8 mai 2014 : Steve Jobs - Bill Gates, Le hippie et le geek
17. 15 mai 2014 : Fellini - Visconti, duel à l'italienne
18. 22 mai 2014 : Camus - Sartre, une amitié déchirée

### 2015 (17 épisodes + 1 épisode stoppé en production)
1. 22 janvier 2015 : Maria Callas - Renata Tebaldi, La féline et la colombe
2. 29 janvier 2015 : Giscard - Chirac, incompatibles
3. 5 février 2015 : Scott - Amundsen, duel au pôle sud
4. 12 février 2015 : Canetti - Barclay, un duel en chansons
5. 19 février 2015 : Dietrich - Garbo, l'ange et la divine
6. 26 février 2015 : Frydman - Testart, le divorce des pères
7. 5 mars 2015 : Leclerc - Fournier, l'hyper duel
8. 12 mars 2015 : Martin Luther King - Malcolm X, deux rêves noirs
9. 19 mars 2015 : Bernard Grasset - Gaston Gallimard, guerre dans l'édition
10. 26 mars 2015 : Staline - Trotski, le tsar et le prophète
11. 2 avril 2015 : Cochran - Auriol, aile contre aile
12. 9 avril 2015 : Yves Saint Laurent - Karl Lagerfeld, une guerre en dentelles
13. 16 avril 2015 : Pierre Péan - Edwy Plenel, les chevaliers du journalisme français
14. 23 avril 2015 : Tazieff - Allègre, la guerre des volcans
15. 30 avril 2015 : Brunet - Coppens, duel aux origines de l'homme
16. 7 mai 2015 : Coluche - Le Luron, morts de rire
17. 14 mai 2015 : Rubinstein - Arden, poudres de guerre
18. Non diffusé : Méliès - Lumière

### 2016 (16 épisodes)
1. 28 janvier 2016 : Paris - Province, Une Rivalité capitale
2. 4 février 2016 : Chaplin - Keaton, Le Clochard milliardaire et le funambule déchu
3. 11 février 2016 : The Beatles - The Rolling Stones, It's not only Rock'n' Roll
4. 18 février 2016 : Che Guevara - Fidel Castro, Faux semblables
5. 25 février 2016 : 2CV - 4L, La Guerre des petites voitures
6. 3 mars 2016 : Howard Carter - Pierre Lacau, L'Affaire Toutankhamon
7. 10 mars 2016 : Aubry - Royal, La Guerre des Roses
8. 17 mars 2016 : Fitzgerald - Hemingway, Une Question de taille
9. 24 mars 2016 : Airbus - Boeing, L'Étoffe des ego
10. 31 mars 2016 : De Lattre - Leclerc, L'Habile et l'Audacieux
11. 7 avril 2016 : Bernstein - Karajan, le combat des chefs
12. 14 avril 2016 : KGB - CIA, au corps à corps
13. 21 avril 2016 : Elisabeth II - Lady Diana, duel royal
14. 28 avril 2016 : Ferry - Clemenceau, le calme et la tempête
15. 12 mai 2016 : Truffaut - Godard, scénario d'une rupture
16. 19 mai 2016 : Connors - McEnroe, duel de hautes volées